# 耶拿卡尔蔡司足球俱乐部

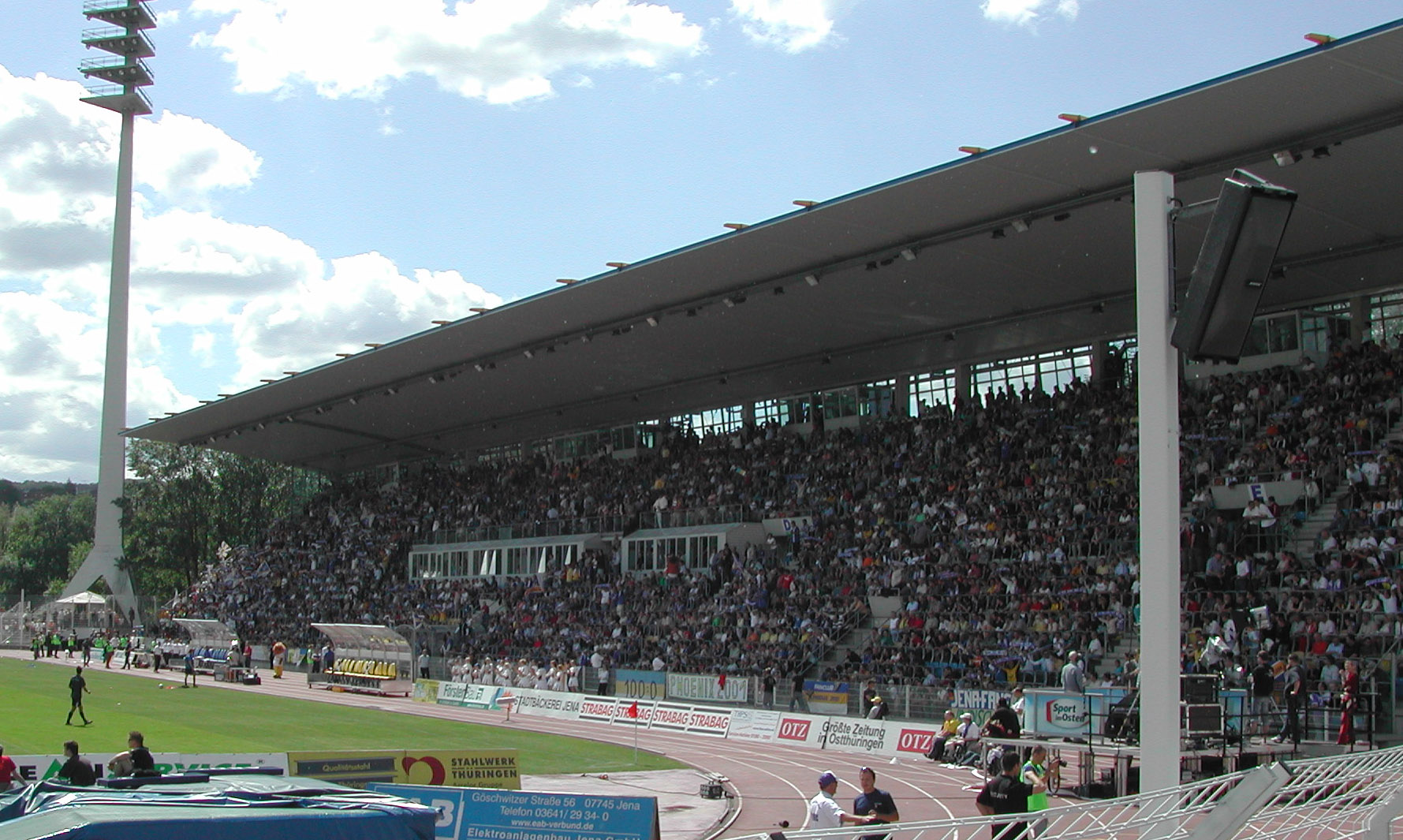
恩斯特·阿贝体育场

卡尔蔡斯耶拿足球俱乐部（FC Carl Zeiss Jena）是德国足球职业俱乐部，位于图林根州的耶拿。

## 历史
俱乐部成立于1903年月，由卡爾·蔡司（Carl Zeiss）光学仪器厂的工人得到公司的支持所建立的球队，最初命名为卡尔蔡斯厂足球俱乐部。俱乐部在1911年将名字改为「Fussball Club Carl Zeiss Jena e.V.」，1917年3月再次改名为「1. Sportverein Jena e.V.」。

### 1930年代和二战
在1933年，球队加入了Gauliga Mitte联赛，Gauliga Mitte是位于当时的马格德堡-安哈尔特、哈雷-梅泽堡和图林根三个大区的16支高水平球队形成的在第三帝国属下的德国足球组织。球队在1935年、1936年、1940年和1941年4次获得了这个联赛的冠军头衔。取得了全国决赛的资格，但是球队的战绩不是很理想，从来没有从小组赛出线过，在1943-44赛季之后球队退出了Gauliga Mitte联赛，因为二战的战火燃烧到了耶拿。

### 战后和东德时期
战争一结束，同盟军占领德国，德国所有的协会包括体育足球俱乐部都被禁止活动。耶拿在1946年6月得以从建，成立了「恩斯特·阿贝体育俱乐部」，就像许多其他东德俱乐部，球队的队名被改变成一些富有革命性的名字，分别包括「SG Stadion 耶拿」（1948年10月）、「SG 卡尔蔡斯耶拿」（1949年3月）、「BSG Mechanik 耶拿」（1951年1月）、「BSG Motor 耶拿」（1951年5月）和「SC Motor 耶拿」（1954年11月）。
在1950年，俱乐部成为东德足球乙级联赛的创始球队，在球队的第二个赛季就取得了乙组联赛的冠军头衔得以晋级东德最高水平的联赛的东德足球高级联赛，球队在甲级赛场就出现了一个赛季。1954年球队更名为「SC Motor 耶拿」，1957年球队重返高级联赛。耶拿队的首个冠军荣誉是在1960年球队夺得了东德杯的冠军头衔。球队在1966年1月俱乐部"重建"成卡尔蔡斯耶拿足球俱乐部，变成了东德足坛很有实力的强队，培养出一些进入东德国家队的很有天赋的球员。这一时期卡尔蔡斯耶拿队成为了垄断东德甲级联赛的球队。球队夺得了1968年和1970年东德联赛的冠军，并且6次得到联赛亚军。除了联赛的荣誉，球队还在这一时期夺得了1972年, 1974年和1980年东德杯的冠军头衔。 俱乐部在1981年杀入了欧洲优胜者杯的决赛，但是在决赛中1:2惜败给了第比利斯迪纳摩，这可以说是球队史上最大的成就。

### 两德统一后
1990年两德统一之后，耶拿被安排在德国足球乙级联赛中。球队在1993年取得了联赛第8名，但是1994年球队的战绩迅速下降到联赛第17名而降级到第三级的德国北区联赛。不过球队很快再次晋级到了德乙联赛并连续且参加了数赛季。但在1998年球队再次掉到了德国第三级联赛（地区联赛），2001年更是降级到第四级联赛（高级联赛）。经过几年低级别联赛的滚打，在2006-07赛季球队终于以北部联赛第二的成绩安心的再次升入德乙联赛。（同年大力發展青年梯隊)2007-08赛季球队排名垫底，降入新成立的德国足球丙级联赛。2011-12赛季结束后球队再次降级至德国足球地区联赛，2016-17赛季球队夺得东北赛区冠军，并在两回合升级附加赛中淘汰科隆维多利亚从而重返德丙联赛。

## 荣誉
卡尔蔡斯耶拿足球俱乐部在东德足球俱乐部时期获得的所有冠军头衔：
- 东德冠军：1963年、1968年、1970年
- 东德杯赛冠军: 1960年、1972年、1974年、1980年

## 著名球员
在第二次世界大战之前，耶拿队向德国国家队输送了3位德国国脚（Willy Krauß，1911-12年、Heinz Werner，1935年、Ludwig Gärtner，1939-41年）
卡尔蔡斯耶拿足球俱乐部先后向东德国家队输送了33位国脚，部分球员如下：
- 康拉德·魏泽：出场86次（1970-81）
- 埃伯哈德·福格尔：出场74次（1962-76）
- 彼得·杜克：出场68次（1960-75）
- 洛塔尔·库尔布尤韦特：出场66次（1970-81）
- 吕迪格·施努法泽：出场45次（1973-83）
- 哈拉尔德·伊姆舍尔：出场41次（1966-74）
- Roland Ducke（英语：Roland Ducke）：出场37次（1958-67）

代表德国队出场81次的前国脚及勒沃库森球员贝恩德·施奈德是俱乐部的杰出青训球员，共代表耶拿队出场124次，进14球。另一名著名青训球员是德国队前国门罗伯特·恩克。

## 球队琐事
- 二战结束后不久，东德当局偏好将社会主义英雄的名字冠名在体育运动队上，卡尔蔡斯耶拿足球俱乐部曾被挂名恩斯特·阿贝体育俱乐部。
- 德国物理学家、光学家恩斯特·阿贝是卡尔蔡斯的合作人，早年为工人阶级争取八小时工作制制度，成为19世纪劳动阶级的里程碑。为了纪念阿贝，球队的体育场就以恩斯特·阿贝所命名的。